# Never Let Me Go (タイのテレビドラマ)
Never Let Me Go（タイ語: เพื่อนายแค่หนึ่งเดียว; ネバー・レット・ミー・ゴー）は、2022年に放送されたタイのテレビドラマシリーズで、ナラウィット・ルートラコム (ポンド)と、プーウィン・タンサックユーンが主演した。
Thinnakorn Boonsathitpakdeeが監督し、GMMTVがHard Feeling Filmと共に制作した本作は、2021年12月1日にGMMTVが開催した"GMMTV 2022 Borderless"のイベント内で紹介された2022年放送予定の22のドラマシリーズのうちの1つである。タイでは2022年12月13日 20:30 (ICT)よりGMM 25にて放送され、日本では同月23日よりTELASAにて配信された。

## キャストとキャラクター

### 主演
- パーム：ナラウィット・ルートラコム (ポンド)
- ヌン・ディアオ：プーウィン・タンサックユーン

### 助演
- タンヤー：Rasee Wacharapolmek (Organ) - ヌンの母親
- スパキット：ナット・サクダトーン - ヌンの叔父
- ショッパー：タナポン・スクムパンタナーサーン (パース) - ヌンのいとこ
- ベン：ワチラウィット・ルーアンウィワット (チモン) - ヌンのクラスの学級委員長
- シャノン：Pitisak Yaowananon - パームの父親
- マム：Panadda Ruangwut  - パームの母親
- プム：パウィン・クーラカーラニャウィット (パウィン)
- Mackie：ワンナウィモン・ジェーンアサワメーティー (ジューン)
- ピポップ：Supakit Tungtatsawat (Man) - ヌンの父親
- Aun：ピシット・ミニットサマンジット (フルーク)
- Thanapol Chaowanich (Dew)

## オリジナルサウンドトラック
| 曲名                             | アーティスト | 備考  |
| -------------------------------- | ------------ | ----- |
| เพื่อเธอแค่หนึ่งเดียว (Living For You) | Phuwin       | [ 5 ] |
| หนึ่งเดียว (Only One)               | Pond Naravit | [ 6 ] |